# كلاوس شير
كلاوس شير (بالألمانية: Klaus Scheer)‏ هو مدرب كرة قدم ولاعب كرة قدم ألماني في مركز الوسط، ولد في 4 أكتوبر 1950 في زيغن في ألمانيا. لعب مع شالكه 04 ونادي كايزرسلاوترن.

## وصلات خارجية
- كلاوس شير على موقع قاعدة بيانات كرة القدم.إي يو (الإنجليزية)
- كلاوس شير على موقع بيانات كرة القدم. دي إي (الألمانية)
- كلاوس شير على موقع عالم كرة القدم.نت (الإنجليزية)